# Bronin
Bronin [pronunciación en polaco: /ˈbrɔnin/] es un pueblo en el distrito administrativo de Gmina Stryków, dentro del Distrito de Zgierz, Voivodato de Łódź, en Polonia central. Se encuentra aproximadamente 7 kilómetros al noroeste de Stryków, 15 kilómetros al noreste de Zgierz, y 20 kilómetros al norte de la capital regional, Łódź.
El pueblo tiene una población de 50 habitantes.